# Voi (Kenia)
Voi is een plaats in het zuiden van Kenia aan de rand van het Nationaal park Tsavo East in de Keniaanse provincie Pwani. Voi is de hoofdstad van het district Taita Taveta. Het ligt op de kruising van de spoorlijnen vanuit Nairobi naar Mombassa en Taveta. 
Er wonen 20.943 mensen (peildatum 1999). 

## Geschiedenis
Volgens de overlevering stamt de naam van de stad van slavenhandelaar Chief Kivoi die zich 400 jaar geleden vestigde vlak bij de Voi-rivier. De stad werd een handelspost tussen de lokale Taita mensen, de andere Keniaanse stammen en de Arabieren. Eind 19e eeuw begon de stad te groeien toen de Kenia-Oeganda spoorlijn werd aangelegd. Mensen verhuisden naar de spoorlijn en de nabije plaatsen.

## Foto's

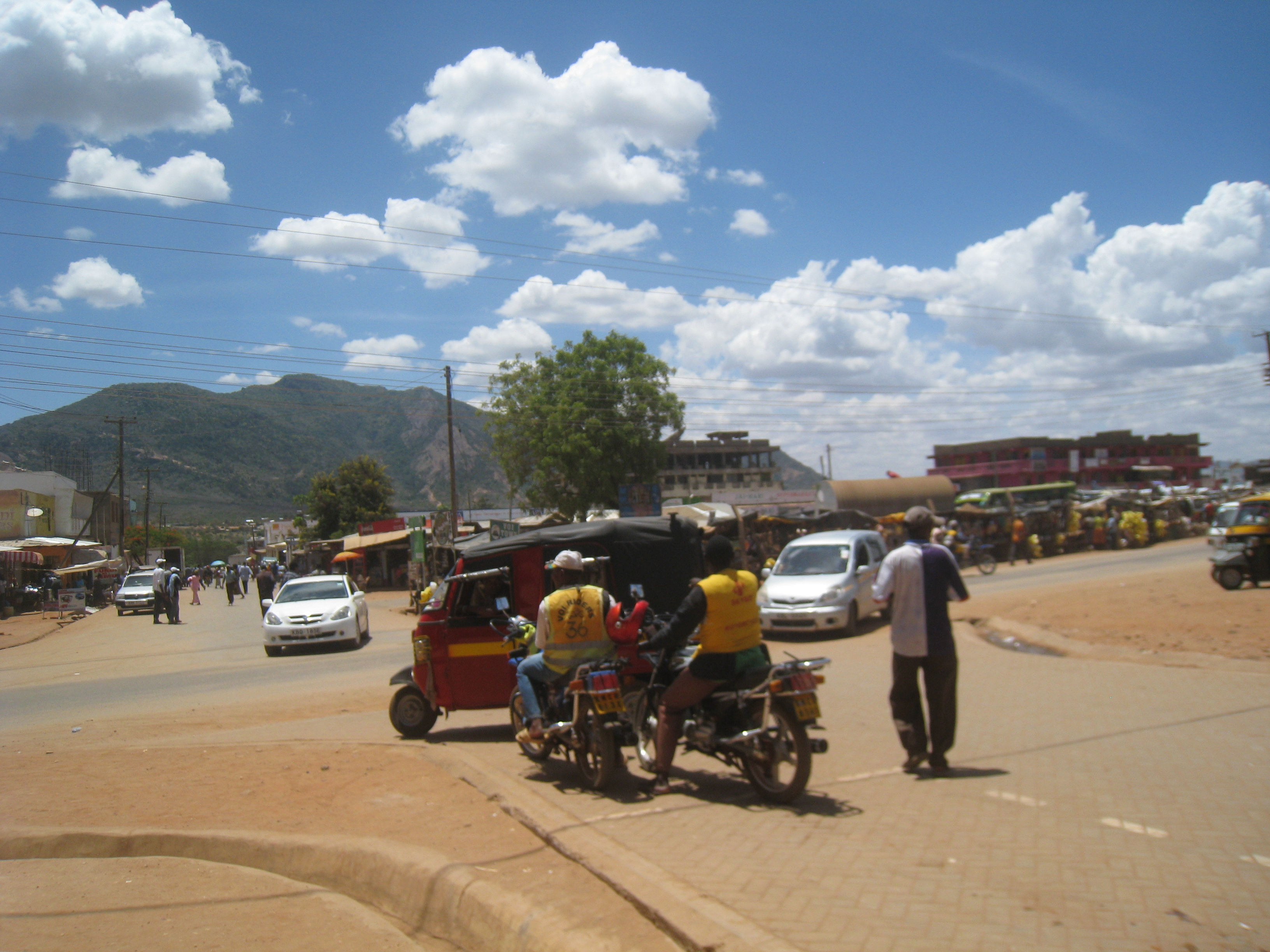
Voi
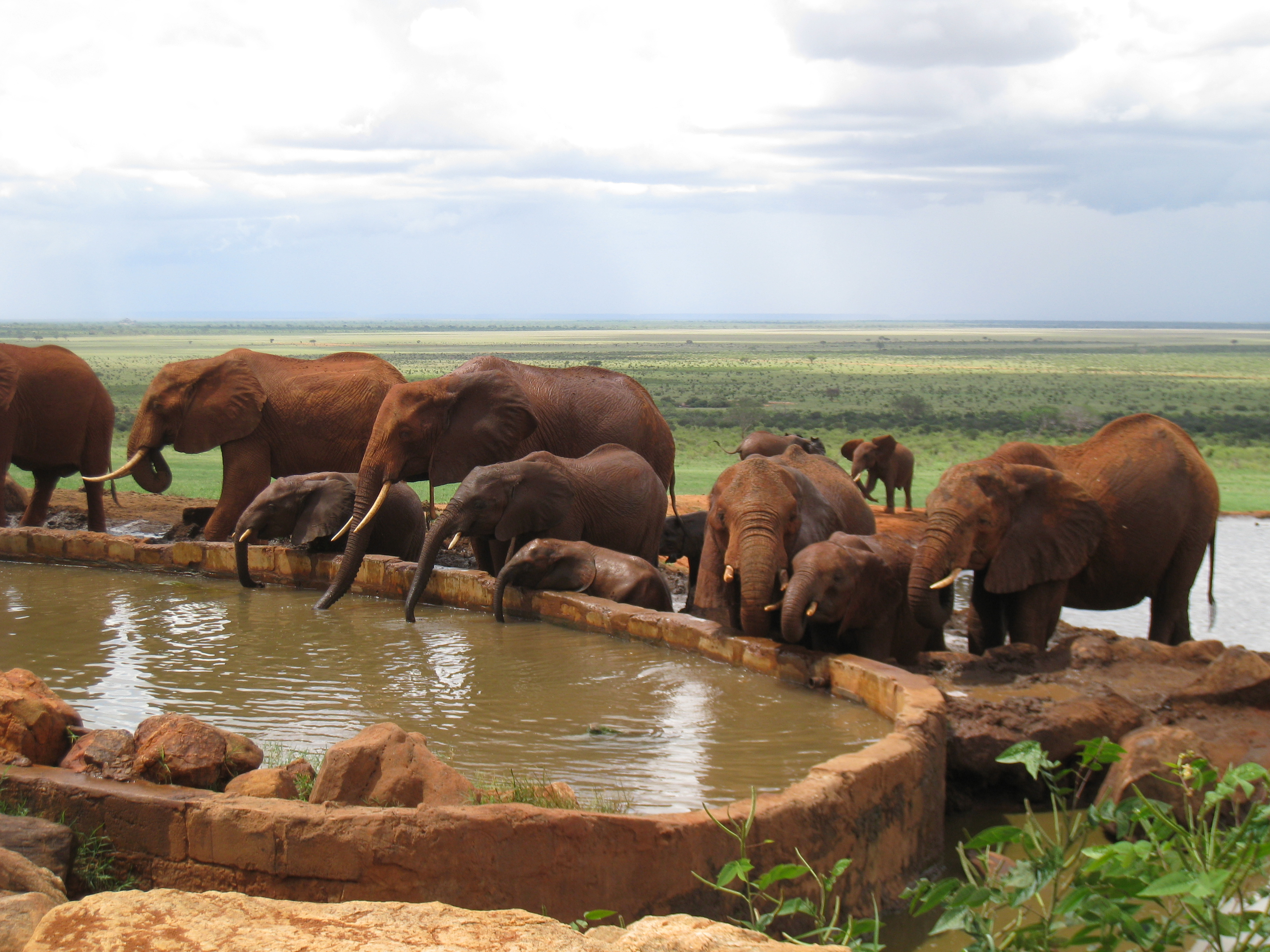
Safari Lodge
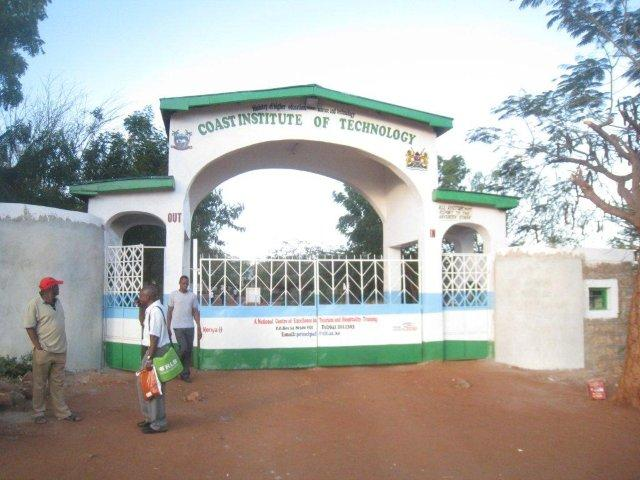
Coast Institute of Technology
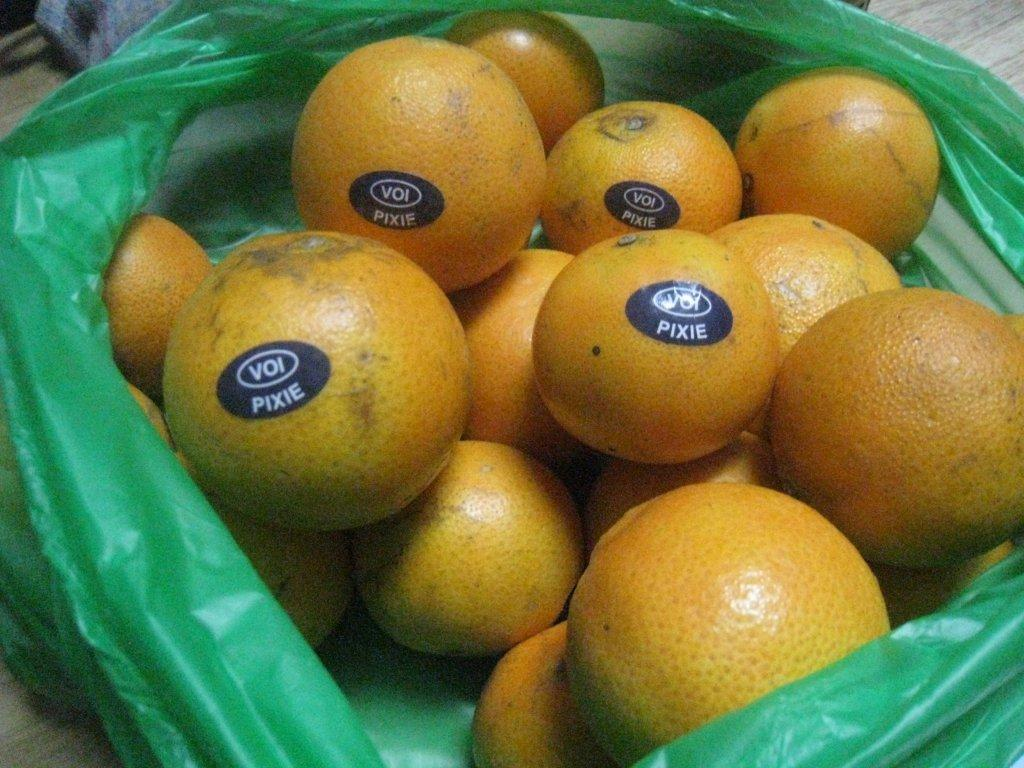
Sinaasappels uit Voi
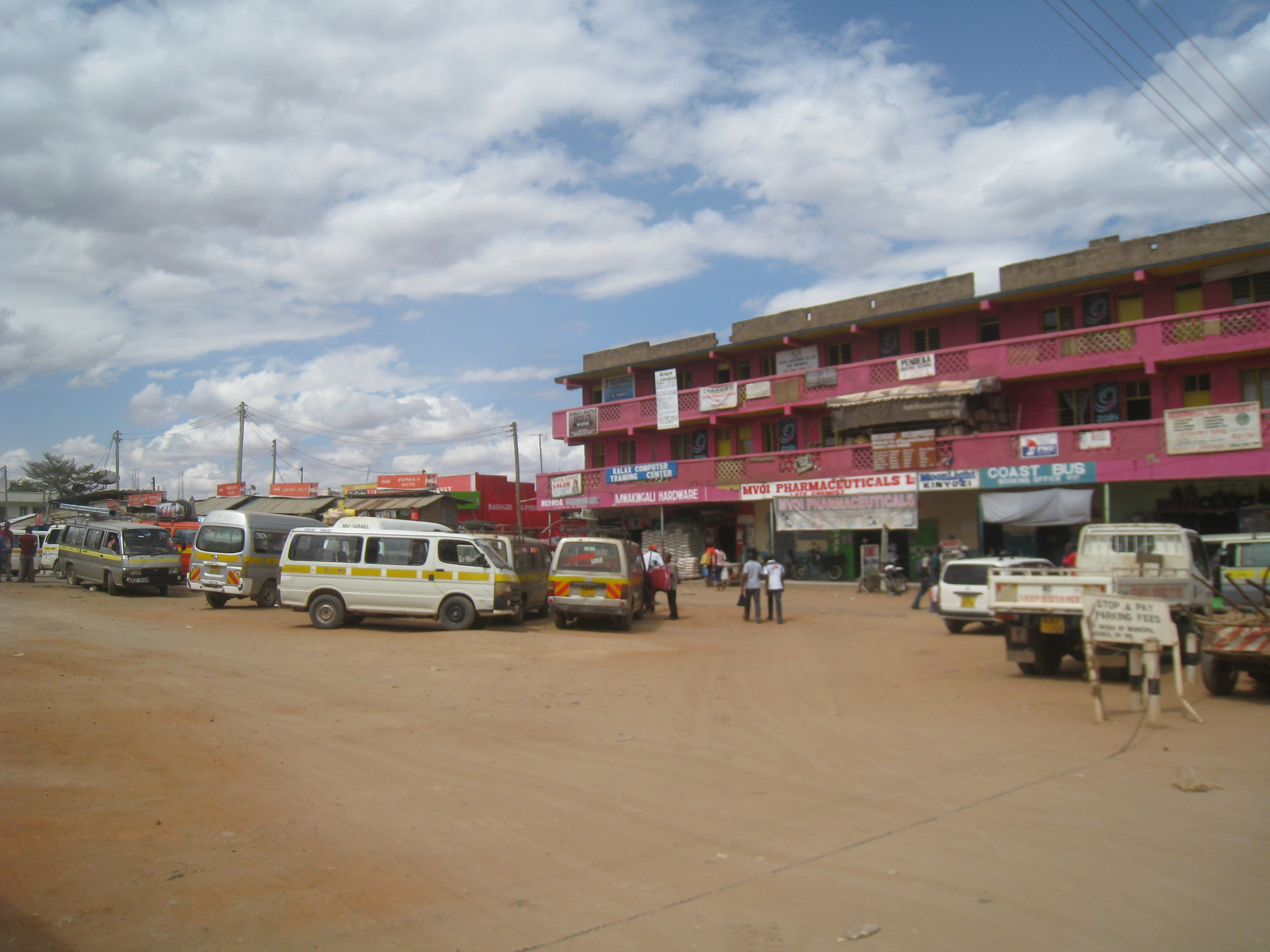
Centrum